# Wachenheim an der Weinstraße
Wachenheim an der Weinstraße är en stad i Landkreis Bad Dürkheim i förbundslandet Rheinland-Pfalz i Tyskland.
Staden ingår i kommunalförbundet Verbandsgemeinde Wachenheim an der Weinstraße tillsammans med ytterligare tre kommuner.